# 佐托塔雅光伏电站
佐托塔雅光伏电站，是一座位于缅甸马圭省敏巫县西都岱耶镇区，由中国电建承建并运营的光伏电站。“佐托塔雅”即“西都岱耶”的异译。
该光伏电站与京荣光伏电站、薛京光伏电站、希达光伏电站、京达光伏电站共同组成了缅甸中部光伏项目,该项目总装机为160兆瓦。
2022年，缅甸民族团结政府对包括该电站的运营公司在内的8家公司正式警告，要求其无条件停止运营，并宣布将采取法律行动。